# Deutscher Fernsehpreis 2005
Die siebte Verleihung des Deutschen Fernsehpreises fand am 15. Oktober 2005 im Kölner Coloneum statt. Moderiert wurde die Verleihung von Anke Engelke und Hugo Egon Balder. Übertragen wurde die Aufzeichnung von Sat.1, welche 3,44 Millionen Zuschauer bei einem Marktanteil von 11,1 Prozent verfolgten. In der werberelevanten Zielgruppe lag der Zuschaueranteil bei 1,85 Millionen Zuschauern bei einem Marktanteil von 13,0 Prozent.
Im Vorhinein der Ausstrahlung wurde ein Blitz Spezial ausgestrahlt, welches 1,69 Millionen Zuschauer (Marktanteil: 6,6 Prozent). In der Zuschauergruppe der 14- bis 49-Jährigen sahen 1 Million Zuschauer zu (Marktanteil: 9,8 Prozent).

## Preisträger
| Preis                                                    | Preisträger / Film / Serie | Nominierungen |
| Beste Ausstattung                                        | Knut Loewe (Szenenbild) und Lucie Bates (Kostümbild) für Die Kirschenkönigin (ZDF/ARTE/ndF) | Götz Weidner (Szenenbild) und Barbara Baum und Sibyll Möbius (Kostümbild) für Speer und Er (ARD) Ingrid Buron und Gregory Namberger (Szenenbild) und Heidi Plaetz (Kostümbild) für Was Sie schon immer über Singles wissen wollten (RTL)                              |
| Bestes Buch Fernsehfilm/Mehrteiler                       | Christoph Darnstädt für Das Zimmermädchen und der Millionär (Sat.1) | Holger Karsten Schmidt für Der Stich des Skorpion (ARD/WDR/ARTE) Eckhard Theophil für Der Boxer und die Friseuse (ARD/NDR/ARTE) |
| Beste Krimi-Reihe                                        | Polizeiruf 110: Der scharlachrote Engel, Regie: Dominik Graf (ARD/BR) | Bella Block: Die Freiheit der Wölfe, Regie: Christian von Castelberg (ZDF) Tatort: Herzversagen, Regie: Thomas Freundner (ARD/HR) |
| Beste Comedy-Sendung                                     | Schillerstraße (Sat.1) | Mein neuer Freund (ProSieben) Pastewka in… (RTL) |
| Beste Dokumentation                                      | Kanalschwimmer (ZDF) | Als der Krieg nach Deutschland kam (Sat.1) Skinhead Attitude (ZDF) |
| Bester Fernsehfilm/Mehrteiler                            | Marias letzte Reise (ARD/BR) | Das Gespenst von Canterville (Sat.1) Die Patriarchin (ZDF) |
| Beste Informationssendung                                | Fall Deutschland (ZDF/Spiegel TV) | ARD-Brennpunkt: Wer regiert Deutschland? (ARD) Wahlarena (WDR/NDR) |
| Beste Moderation Information                             | Claus Kleber für Heute-journal (ZDF) | Thomas Kausch für Sat.1 News (Sat.1) Anne Will für Tagesthemen (ARD) |
| Beste Kamera                                             | Ngo The Chau für Tatort: Scheherazade (ARD/WDR) und Folge der Feder! (ZDF) | Armin Alker und Dominik Schunk für Tatort: Wo ist Max Gravert? (ARD/HR) Benedict Neuenfels für 21 Liebesbriefe (ZDF) |
| Beste Musik                                              | Annette Focks für Bella Block: ... denn sie wissen nicht, was sie tun (ZDF); Das Gespenst von Canterville (Sat.1); Die Kirschenkönigin (ZDF/ARTE/ndF); Marias letzte Reise (ARD/BR) und Wellen (ZDF/ARTE) | Jo Barnikel und Stephan Wildfeuer für Abschnitt 40 (RTL) Ralf Wienrich für Bella Block: Die Freiheit der Wölfe (ZDF) |
| Beste Regie Fernsehfilm                                  | Hermine Huntgeburth für Der Boxer und die Friseuse (ARD/NDR/ARTE) | Matti Geschonneck für Mord am Meer (ZDF) Dominik Graf für Hotte im Paradies (ARD/BR) |
| Beste Reportage                                          | die story: SchussWechsel (WDR) | Do swidanja – Abschied von Russland (ARD/WDR) Menschen hautnah: Mit 16 auf Wolke Null (WDR) |
| Beste Schauspielerin Fernsehfilm                         | Monica Bleibtreu für Marias letzte Reise (ARD/BR) | Iris Berben für Die Patriarchin (ZDF/ORF) Johanna Wokalek für Die Kirschenkönigin (ZDF/ARTE) |
| Beste Schauspielerin Nebenrolle                          | Birge Schade für Hotte im Paradies (ARD/BR/WDR/ARTE) und Delphinsommer (ARD/WDR) und Katzenzungen (ARD/NDR/ARTE)                                                                                          | Nadeshda Brennicke für Hotte im Paradies (ARD/BR/WDR/ARTE) Katja Riemann für Küss mich, Hexe (Sat.1) |
| Bester Schauspieler Fernsehfilm                          | Sebastian Koch für Speer und Er (ARD/WDR/BR/NDR/ORF) | Mišel Matičević für Hotte im Paradies (ARD/BR/WDR/ARTE) und Das Zimmermädchen und der Millionär (Sat.1) Ulrich Noethen für Der Boxer und die Friseuse (ARD/NDR/ARTE)                                                                                                  |
| Bester Schauspieler Nebenrolle                           | Michael Fitz für Marias letzte Reise (ARD/BR) | Michael Gwisdek für Abschnitt 40: Terroristen (RTL) Hinnerk Schönemann für Der Boxer und die Friseuse (ARD/NDR/ARTE) |
| Beste Schauspieler Serie                                 | Ulrich Mühe für Der letzte Zeuge (ZDF) | Sophie Schütt und Jochen Horst für Typisch Sophie (Sat.1) Jutta Speidel und Fritz Wepper für Um Himmels Willen (ARD/MDR) |
| Bester Schnitt                                           | Brigitta Tauchner für Bettgeflüster & Babyglück (Sat.1) | Stefan Blau für Tatort: Wo ist Max Gravert? (ARD/HR) Elke Schloo für Tatort: Scheherazade (ARD/WDR) |
| Beste Serie                                              | Abschnitt 40 (RTL) | München 7 (BR) SOKO Leipzig (ZDF) |
| Beste Sitcom                                             | Nikola (RTL) | Stromberg mit Christoph Maria Herbst (ProSieben) Typisch Mann! mit Thomas Heinze und Nina Kronjäger (ZDF) |
| Beste Sportsendung                                       | Sebastian Hellmann für Bundesliga live (Premiere) | Johannes B. Kerner, Béla Réthy, Jürgen Klopp, Urs Meier und Franz Beckenbauer für die Präsentation des Confederations Cup: Halbfinale Deutschland – Brasilien (ZDF) Oliver Welke und Werner Hansch für Moderation und Kommentierung der UEFA Champions League (Sat.1) |
| Beste tägliche Serie                                     | Verliebt in Berlin (Sat.1) | Bianca – Wege zum Glück (ZDF/ORF/SF DRS) Unter uns (RTL) |
| Beste Unterhaltungssendung/Beste Moderation Unterhaltung | clever! Die Show, die Wissen schafft mit Wigald Boning und Barbara Eligmann (Sat.1) | Genial daneben – Die Comedy Arena mit Hugo Egon Balder, Hella von Sinnen und Bernhard Hoëcker (Sat.1) Das große TV total Turmspringen mit Stefan Raab (ProSieben) |
| Förderpreis                                              | Josefine Preuß für Abschnitt 40 (RTL) Jochen Frank für Afghanen flirten nicht (SWR) | |
| Ehrenpreis der Stifter                                   | Dietmar Schönherr | |